# زکباخ (فرانکفورت ام ماین)
زکباخ (به آلمانی: Frankfurt-Seckbach) یک منطقهٔ مسکونی در آلمان است که در فرانکفورت واقع شده‌است. زکباخ ۱۰٬۰۷۹ نفر جمعیت دارد.